# Mesoleius tinctor
Mesoleius tinctor là một loài tò vò trong họ Ichneumonidae.